# Andrew Ng
Andrew Yan-Tak Ng (吳恩達T, 吴恩达S, Wú ĒndáP) (1976) è un informatico statunitense.
Professore associato all'Università di Stanford, è cofondatore di Coursera. Ha lavorato presso Google e Baidu.
Nato nel Regno Unito, vissuto ad Hong Kong e a Singapore, Andrew Ng ha studiato presso il Massachusetts Institute of Technology e l'Università della California - Berkeley.